# سلطان البازعي
سلطان البازعي (1955م، عرعر) شغل منصب الرئيس التنفيذي لهيئة المسرح والفنون الأدائية في السعودية من 16 فبراير 2020م إلى 18 نوفمبر 2024م. والرئيس التنفيذي المكلف لهيئة الموسيقى من 23 مارس 2022م إلى نوفمبر 2022. شغل سابقا منصب رئيس الجمعية السعودية للثقافة والفنون.

## التعليم
حصل على البكالوريوس في الصحافة من جامعة الملك سعود عام 1979م. وحصل على دبلوم الإدارة والقيادة المتقدمة من جامعة أكسفورد في بريطانيا.

## العمل والخبرات
- عين رئيساً تنفيذياً لهيئة المسرح والفنون الأدائية في 16 فبراير 2020م واستمر في هذا المنصب إلى 18 نوفمبر 2024م.[9][2]
- عين رئيساً لمجلس إدارة الجمعية العربية السعودية للثقافة والفنون عام 2012م.[10]
- رئيس تحرير صحيفة اليوم من عام 1993 إلى عام 1997م.
- عمل مديرًا عاماً للعلاقات والمراسم برئاسة الحرس الوطني ومسؤولاً إعلاميًا للمهرجان الوطني للتراث والثقافة.
- عمل مستشارًا غير متفرغ للهيئة العامة للاستثمار.
- عمل مستشارًا إعلاميًا لمركز الملك عبد العزيز للتواصل الحضاري.
- عمل متحدثًا رسميًا للجنة العامة لانتخابات المجالس البلدية في الدورة الأولى.
- عمل مراسلاً في صحيفة الرياض إلى أن أصبح مدير تحرير للصحيفة من عام 1980م إلى عام 1985م.[6]
- عمل في الملحقية الثقافية السعودية في فرنسا من عام 1985 إلى عام 1988م، وشغل منصب سكرتير لجنة العلاقات الثقافية الدولية.[7]

## التكريم
كُرم في الدورة الثلاثين من مهرجان «القاهرة الدولي للمسرح التجريبي» عام 2023م.